# Байрамов, Шукюр Мамед оглы
Шукюр Мамед оглы Байрамов (азерб. Şükür Məmməd oğlu Bayramov; 1 сентября 1928, Казахский уезд — 25 марта 1994, Баку) — советский азербайджанский энергетик, Герой Социалистического Труда (1966).

## Биография
Родился 1 сентября 1928 года в селе Кемерли Казахского уезда Азербайджанской ССР (ныне Газахский район Азербайджана).
С 1952 года рабочий Бакинской ГРЭС имени Красина, с 1953 года машинист паровой турбины, старший машинист турбинного цеха, с 1966 года мастер смены ГРЭС «Северной» города Баку. Отличился на работе в семилетке, ГРЭС стала обеспечивать электроэнергией около 30 % Баку.
Указом Президиума Верховного Совета СССР от 4 октября 1966 года за выдающиеся успехи, достигнутые в выполнении заданий семилетнего плана по развитию энергетики страны Байрамову Шукюру Мамед оглы присвоено звание Героя Социалистического Труда с вручением ордена Ленина и золотая медаль «Серп и Молот».
Активно участвовал в общественной жизни Азербайджана. Член КПСС с 1954 года.
Именем названа улица, на которой находится ГРЭС.